# Melanagromyza bahamensis
Melanagromyza bahamensis är en tvåvingeart som beskrevs av Spencer 1973. Melanagromyza bahamensis ingår i släktet Melanagromyza och familjen minerarflugor.
Artens utbredningsområde är Bahamas. Inga underarter finns listade i Catalogue of Life.